# Сан-Хосе Барракуда
«Сан-Хосе́ Барраку́да» (англ. San Jose Barracuda) — профессиональный хоккейный клуб, выступающий в Американской хоккейной лиге с сезона 2015—2016. Является фарм-клубом «Сан-Хосе Шаркс» (НХЛ). «Барракуды» играют на стадионе «Tech CU-арена». До этого команда играла на стадионе «SAP-центр в Сан-Хосе».

## История
29 января 2015 года «Сан-Хосе Шаркс» сделали заявление, что их фарм-клуб «Вустер Шаркс» переезжает из Вустера (Массачусетс) в Сан-Хосе, в качестве одного из членов нового тихоокеанского дивизиона АХЛ, и первые игры с участием команды пройдут в октябре 2015 года. 1 апреля 2015 года было объявлено новое название команды — «Сан-Хосе Барракуда», так как основным спонсором команды стала компания Barracuda Networks, и представлен логотип команды — барракуда с клюшкой на фоне эмблемы Barracuda Networks. По правилам АХЛ домашняя форма «Барракуд» будет светлая (белая), а гостевая — тёмная (тёмно-бирюзовая).
Первая игра сезона 2015-1016 «Сан-Хосе Барракуда» с «Рокфорд Айсхогс» 9 октября 2015 года закончилась поражением «Барракуд» со счётом 4:2. Первую победу команде принесла игра с клубом «Стоктон Хит» 15 октября 2015 года (счёт 1:4).

## Статистика
Сокращения: И = сыгранные матчи в регулярном чемпионате, В = победы, П = поражения, ПО = поражения в овертаймах, ПБ = поражения по буллитам, Проц = процент набранных очков, ШЗ = забитые шайбы, ШП = пропущенные шайбы, Место = место, занятое в указанном дивизионе по итогам регулярного чемпионата, Плей-офф = результат выступления в плей-офф
| Сезон   | И  | В  | П  | ПО | ПБ | Очки | Проц  | ШЗ  | ШП  | Место            | Плей-офф                      |
| 2015–16 | 68 | 31 | 26 | 8  | 3  | 73   | 53.7% | 198 | 193 | 4, Тихоокеанский | вылетели в первом раунде      |
| 2016–17 | 68 | 43 | 16 | 4  | 5  | 95   | 69.9% | 232 | 176 | 1, Тихоокеанский | вылетели в Финале Конференции |